# چولانک سفلی
چولانک سفلی، روستایی از توابع بخش کدکن شهرستان تربت حیدریه در استان خراسان رضوی ایران است.

## جمعیت
این روستا در دهستان رقیچه قرار دارد و براساس سرشماری مرکز آمار ایران در سال ۱۳۸۵، جمعیت آن ۱۵۳ نفر (۳۸خانوار) بوده‌است.